# 彭建文 (作家)
彭建文（英語：Merlion Peng），品碩創新管理顧問有限公司創辦人、《商業周刊》專欄作家，曾任台積電營運效率部門主管，現擔任品碩創新管理顧問公司執行長。曾就讀中原大學工業工程學系、中原大學工業工程研究所，是國立清華大學工業工程博士候選人。創辦「問題分析與解決國際PJ法方法論 （页面存档备份，存于）」，並著有《思維的良率》、《彭建文PJ法：高效工作者的問題分析與決策》、《台積電工作法》、《思維的製程》。創立Podcast節目《職場冰淇淋》，現為節目主持人。

## 出版品

### 著作
- 《彭建文PJ法：高效工作者的問題分析與決策》布克文化出版，2020年。
- 《思維的良率：台積電教我的高效工作法，像經營者一樣思考、解題》商業周刊出版，2021年。
- 《台積電工作法：我在台積電學到的經營思維和工作技巧》北京時代華文書局出版，2022年。
- 《思維的製程：台積電教我的思維進階法，練成全局經營腦和先進工作術》商業周刊出版，2023年。

## 外部連結
品碩創新管理顧問有限公司 官方網站 （页面存档备份，存于）
Podcast節目《職場冰淇淋》網站 （页面存档备份，存于）
問題分析與解決《國際PJ法》方法論網站 （页面存档备份，存于）